# 八景水谷駅

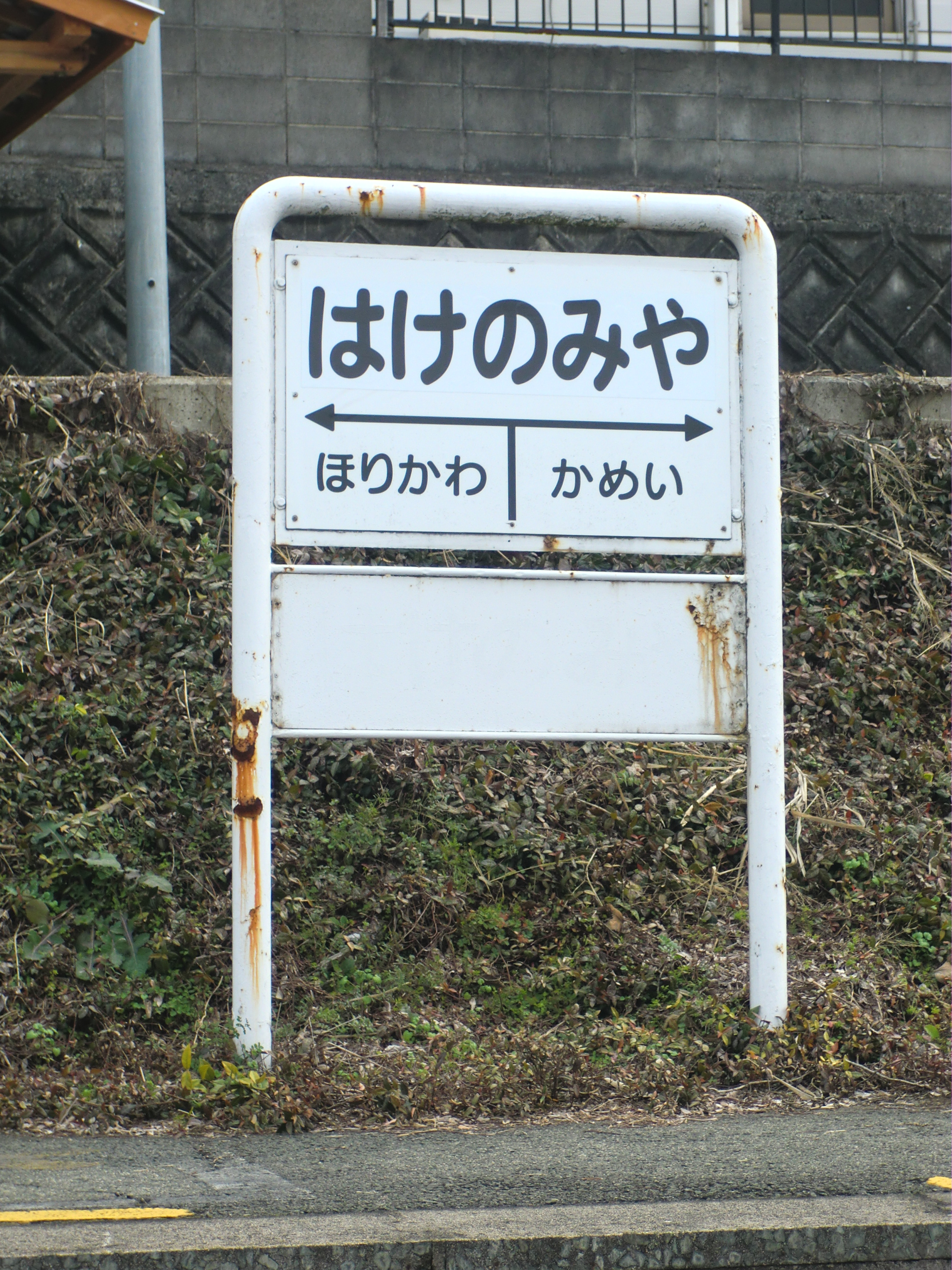
旧式の駅名標

八景水谷駅（はけのみやえき）は、熊本県熊本市北区清水亀井町にある熊本電気鉄道菊池線の駅。駅番号はKD11。

## 歴史
- 1913年（大正2年）8月26日：開業。
- 2015年（平成27年）4月1日：交通系ICカード「熊本地域振興ICカード（くまモンのIC CARD）」に対応[1]。
- 2019年（令和元年）10月1日：駅ナンバリング導入[2]。

## 駅構造
片面ホーム1面1線の地上駅である。無人駅。
ICカード読み取り機（入場機のみ）はホームに設置。

## 利用状況
| 年度   | 1日平均 乗車人員 | 1日平均 乗降人員 |
| ------ | ---------------- | ---------------- |
| 2012年 |                  | 393              |
| 2013年 |                  | 427              |
| 2014年 | 238              | 446              |
| 2015年 |                  | 311              |
| 2016年 |                  | 332              |
| 2017年 |                  | 329              |
| 2018年 |                  | 286              |

## 駅周辺
- 八景水谷水源
- 熊本市水の科学館
- 陸上自衛隊北熊本駐屯地
- 熊本県道37号熊本菊鹿線
- 熊本市北区役所 清水出張所
- 熊本北消防署 清水出張所
- 光照寺
- 熊本八景水谷郵便局
- 熊本バスタクシー本社（※熊本市東区画図の路線バス・貸切バス事業者である「熊本バス」とは無関係）

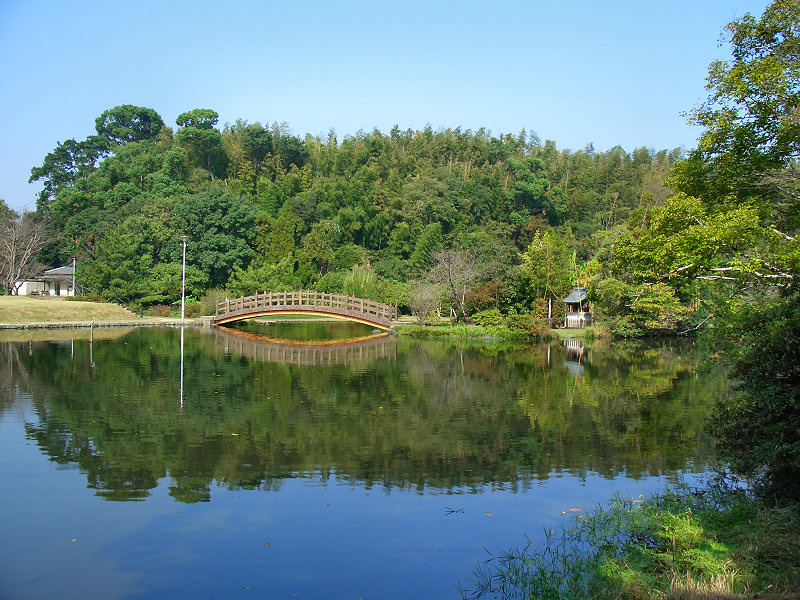
八景水谷水源
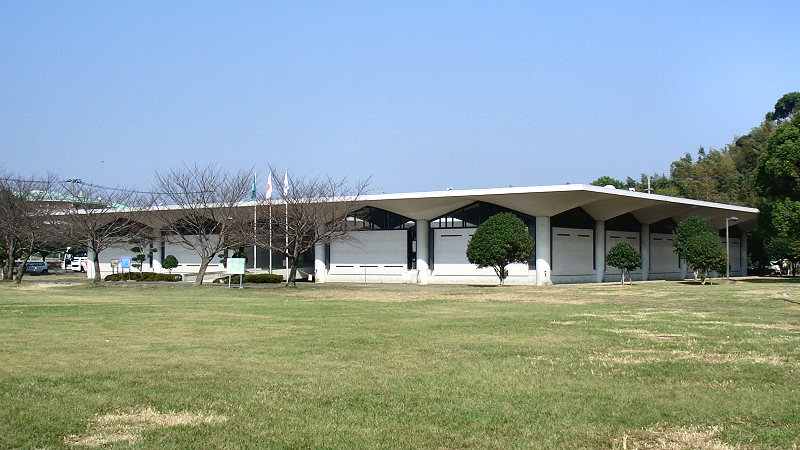
熊本市水の科学館

## 利用可能なバス路線
以下の路線は全て 熊本電気鉄道（電鉄バス）による運行である。
- バス停留所は駅前の八景水谷バス停留所

| 系統           | 行先                                                         | 備考                                                       |
| -------------- | ------------------------------------------------------------ | ---------------------------------------------------------- |
| 郊外方面       |                                                              |                                                            |
| C1-2・C1-3     | 菊池プラザ、菊池温泉                                         | 系統末尾「-2が菊池プラザ行き、-3が菊池温泉行き」となる。   |
| C5-2・C5-3     | 武蔵ヶ丘車庫、光の森駅（堀川、新地団地経由）                 | 系統末尾「-2が武蔵ヶ丘車庫行き、-3が光の森駅行き」となる。 |
| C5-4           | 杉並台（堀川、新地団地、永江団地経由）                       |                                                            |
| C5-5・C5-6     | 下群、合志市役所（堀川、新地団地、泉ヶ丘団地経由）           | 系統末尾「-5が下群行き、-6が合志市役所行き」となる。       |
| C6-5           | 下群（堀川、北高入口、楠団地、泉ヶ丘団地経由）               | 平日7時台1便のみ。                                         |
| 熊本市内方面   |                                                              |                                                            |
| C1系統         | 桜町BT、熊本駅前、蓮台寺入口（国道（市立必由館高校前）経由） |                                                            |
| C4系統・C5系統 | 桜町BT、熊本駅前、蓮台寺入口（三軒町経由）                   | C5-4とC5-5系統の一部は熊本駅前、蓮台寺入口行き             |

## 駅名の由来
- 「八景水谷」の由来は、水源地であったこの地に茶屋を造った第3代熊本藩主細川綱利が茶屋から眺めた8つの景観を近江八景になぞらえて名付けたものである[6]。
- その八景に挙げられる景観は、三岳青嵐（一の岳、二の岳、三の岳の青葉）、金峰白雪（金峰山と積雪）、熊城暮靄（熊本城と夕靄）、壺田落雁（坪井の田畑と雁）、浮島夜雨（八景水谷の浮島と夜の雨）、龍山秋月（立田山と秋の月）、亀井晩鐘（亀井にある光照寺の晩鐘のころの夕景）、深林紅葉（茶屋の森の紅葉）の8つであるとされる[7]。

## 隣の駅
熊本電気鉄道
■菊池線
亀井駅（KD10） - 八景水谷駅（KD11） - 堀川駅（KD12）